# Gora Strahova
Gora Strahova är ett berg i Antarktis. Det ligger i Östantarktis. Australien gör anspråk på området. Toppen på Gora Strahova är 681 meter över havet.
Terrängen runt Gora Strahova är huvudsakligen kuperad, men åt sydost är den platt.  Trakten är obefolkad. Det finns inga samhällen i närheten.